# Brook Taylor
Brook Taylor (Edmonton, 18 agosto 1685 – Londra, 29 dicembre 1731) è stato un matematico britannico.

## Biografia

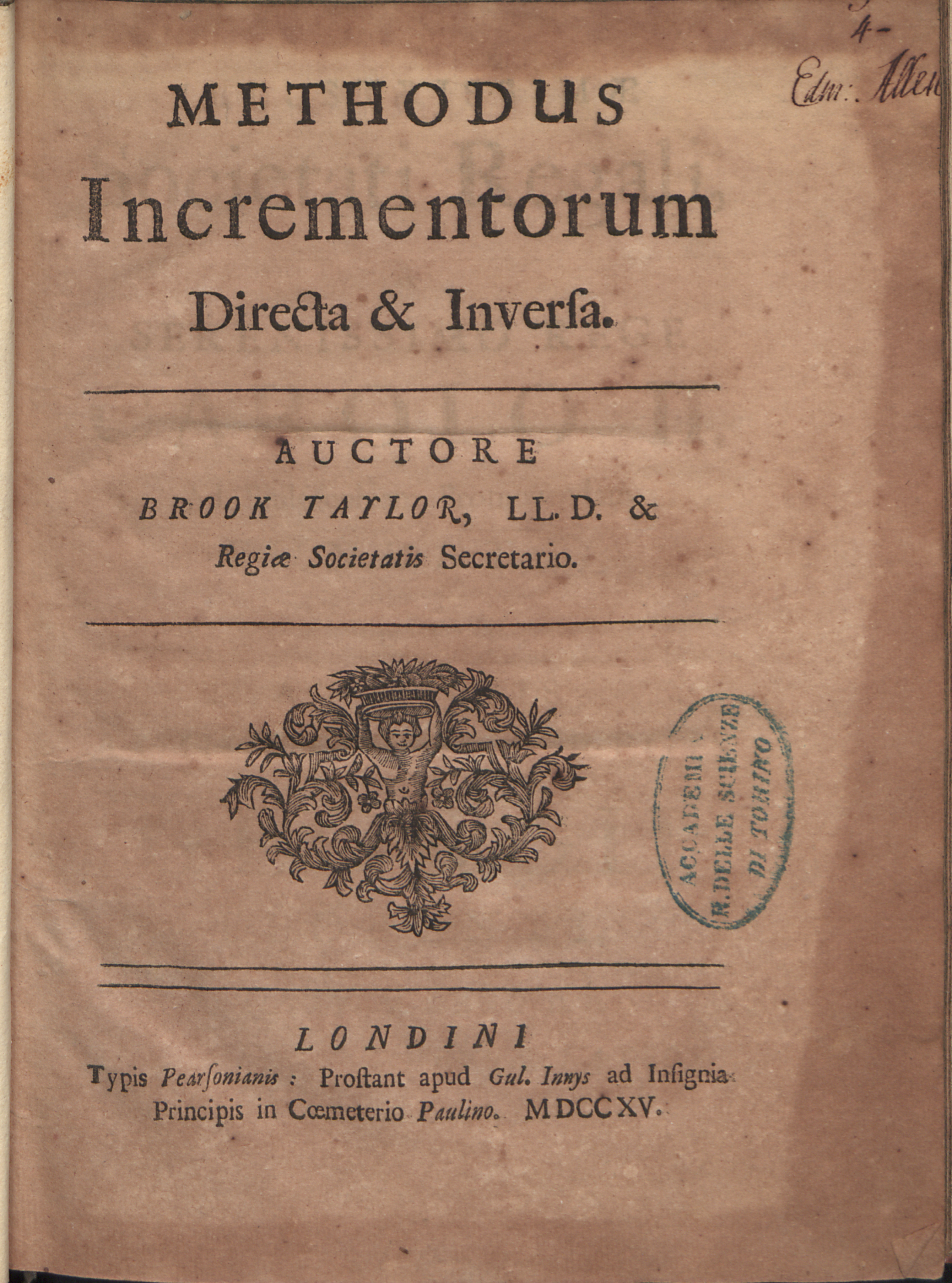
Methodus incrementorum directa et inversa, 1715

Nacque a Edmonton, oggi un quartiere di Londra, in quel tempo appartenente al Middlesex, da John della Camera di Bifrons, Kent, e Olivia Tempest, figlia di Sir Nicholas Tempest. Entrò nel Collegio di S. Giovanni (St John's College) all'università di Cambridge come uno studente comune nel 1701, e prese i gradi di baccelliere e dottore in legge rispettivamente nel 1709 e nel 1714. Studiando la matematica sotto le direttive di John Machin e John Keill, ottenne nel 1708 una soluzione notevole del problema del "centro di oscillazione" che, tuttavia, non fu pubblicata fino al maggio 1714, provocando una disputa riguardo alla sua primogenitura con Johann Bernoulli.
Nel suo Methodus Incrementorum Directa et Inversa (Londra, 1715) ha dato una prima indagine completa della rifrazione astronomica e ha sviluppato un nuovo ramo della ricerca matematica, ora chiamato calcolo delle differenze finite. Tra le diverse applicazioni, da lui stesso usato per determinare la forma del movimento di una corda vibrante, da lui per primo ridotta con successo a principi meccanici. Lo stesso lavoro conteneva la famosa equazione conosciuta come il Teorema di Taylor, la cui importanza non fu riconosciuta fino al 1772, quando Lagrange si rese conto del suo valore e lo definì "le principal fondement du calcul différentiel".
Nel suo Saggio sulla prospettiva lineare (Londra, 1715) Taylor ha espresso i veri principi della prospettiva in una forma più originale e generale rispetto a qualsiasi altro predecessore; ma il lavoro ha sofferto per la sua brevità e per la sua oscurità, difetti che hanno interessato la maggior parte delle sue opere; questo lavoro ha avuto bisogno delle delucidazioni date nei trattati di Joshua Kirby (1754) e Daniel Fournier (1761). Pubblicò nel 1719 una versione migliorata del suo lavoro sulla prospettiva, con il titolo Nuovi principi della prospettiva lineare, revisionata da Colson nel 1749, e stampata ancora, con il ritratto e la vita dell'autore, nel 1811. Una traduzione francese è comparsa nel 1753 a Lione.
Taylor venne eletto come membro della Royal Society all'inizio del 1712 e nello stesso anno entrò a far parte del comitato per il giudizio sui reclami di Sir Isaac Newton e Gottfried Leibniz; dal 13 gennaio 1714 al 21 ottobre 1718 ricoprì il ruolo segretario della società. Dal 1715 i suoi studi presero una piega più filosofica e religiosa. Corrispose, in quell'anno, con Pierre Rémond de Montmort sulle dottrine di Nicolas Malebranche; in seguito sono stati trovati fra le sue carte i trattati non finiti Sui sacrifici ebrei e Sulla legittimità di mangiare sangue, scritti al suo ritorno da Aquisgrana nel 1719.
Il suo matrimonio nel 1721 con una signora Brydges di Wallington, Surrey, creò delle ostilità con il padre, concluse nel 1723 dopo la morte della moglie durante il parto, in cui morì il figlio stesso. Passò i due anni successivi con la sua famiglia a Bifrons; si risposò nel 1725, questa volta con l'approvazione di suo padre, con Sabetta Sawbridge di Olantigh, Kent, che morì anche lei di parto nel 1730; in questo caso, tuttavia, il bambino, una figlia, sopravvisse. La sua salute fragile lo portò ad un veloce declino; morì nella Somerset House, e fu sepolto nella chiesa St Ann's, Soho. Dalla morte di suo padre (1729) aveva ereditato la proprietà di Bifrons. Come matematico, è stato, all'epoca, l'unico inglese oltre a Isaac Newton e Roger Cotes in grado di far valere i propri diritti con matematici come Johann Bernoulli. Tuttavia una gran parte dei risultati delle sue dimostrazioni non ha avuto influenza o è stata persa a causa della sua incapacità di esprimere le sue idee completamente e chiaramente.
Un lavoro postumo intitolato Contemplatio Philosophica venne stampato per una pubblicazione privata nel 1793 da suo nipote, Sir William Young, contenente una prefazione sulla vita dell'autore e le lettere ricevute da Bolingbroke, Bossuet, ecc. Parecchi suoi brevi articoli sono stati pubblicati nelle "Philosophical Transactions of the Royal Society", volumi dal 27 al 33, comprese le relazioni di alcuni esperimenti interessanti sul magnetismo e sull'attrazione del vaso capillare.

## Opere
- (LA) Brook Taylor, Methodus incrementorum directa, Londra, 1715.
  - (EN)  Traduzione inglese (Ian Bruce 2007)
- (EN) Brook Taylor, Linear perspective : or, a new method of representing justly all manner of objects as they appear to the eye in all situations, Londra, R. Knaplock, 1715.[4]
- (EN) Brook Taylor, New Principles of Linear Perspective: Or the Art of Designing on a Plane, the Representations of All Sorts of Objects, in a More General and Simple Method Than Has Been Hitherto Done, John Ward, at the King's-Arms in Little-Britain., 1749,  p. 1.